# Стэнфилд, Энди
Эндрю Стэнфилд (29 декабря 1927, Вашингтон — 15 июня 1985, Ливингстон, Нью-Джерси) — американский легкоатлет (бег на короткие дистанции, эстафетный бег), чемпион и призёр Олимпийских игр, рекордсмен мира.

## Карьера
На летней Олимпиаде 1952 года в Хельсинки Стэнфилд выступал в беге на 200 метров и эстафете 4×100 метров. В первой дисциплине он стал победителем, попутно установив в финальном забеге мировой рекорд — 20,7 с. В эстафете сборная США, за которую бежали Дин Смит, Харрисон Диллард, Линди Ремиджино и Энди Стэнфилд, стала олимпийской чемпионкой (40,1 с).
На следующей Олимпиаде в Мельбурне Стэнфилд был заявлен в тех же дисциплинах. В беге на 200 метров Стэнфилд снова показал результат предыдущей Олимпиады (20,7 с), но на этот раз стал вторым, уступив золото своему соотечественнику Бобби Морроу (20,6). В эстафете сборная США снова стала олимпийской чемпионкой, но Стэнфилд не участвовал в финальном забеге и потому не получил медали.